# Stejanovci
Stejanovci (cyr. Стејановци) – wieś w Serbii, w Wojwodinie, w okręgu sremskim, w gminie Ruma. W 2011 roku liczyła 918 mieszkańców.